# 큰긴코박쥐
큰긴코박쥐 또는 멕시코긴코박쥐(Leptonycteris nivalis)는 주걱박쥐과(신세계잎코박쥐류)에 속하는 박쥐의 일종이다. 테킬라의 원료인 청용설란(Agave tequilana) 식물의 가루받이를 돕는 꽃가루 매개자이다. 습성에 관해서는 거의 알려지지 않았다. 계절 변화와 먹이 확보를 위해 서식 장소를 옮긴다. 여름 중반에 새끼가 태어나고, 암컷들은 새끼들을 돌보는 큰 무리를 형성한다. 늦여름에는 암수 박쥐 모두 멕시코 남부 동굴에서 둥지 생활을 하는 것으로 알려져 있다. 13,000마리의 대형으로 무리를 이루어는 것이 관찰되기도 했다. 일부 분석에 의하면 최근 30년 동안 개체수가 감소 추세를 보이고 있다.
멕시코긴코박쥐는 꽃가루와 꽃꿀을 얻기 위하여 용설란 식물의 여름 개화 주기에 맞춰서 텍사스 주에 도착한다. 멕시코에서 꽃꿀과 꽃가루 그리고 큰 원주 모양의 선인장 그리고 곤충을 먹기도 한다. 박쥐가 꽃 속에서 먹이를 먹는 동안 곤충을 잡기도 한다. 벌새처럼 식물 앞에서 선회 비행을 하며, 긴코를 삽입하고 혀를 꽃 속에 넣어 꽃꿀을 빨아들인다. 화밀성 박쥐가 없으면 용설란 농업이 중대한 타격을 받을 것으로 예상할 수 있다.
텍사스 주에서 용설란과 사막 관목 삼림 지대에서 발견되며, 해발 1500~2300m 사이에서 서식한다. 박쥐가 의존해서 살아가는 용설란과 선인장에서 멀리 떨어진 곳에서는 거의 발견되지 않는다. 미국 국경의 북부 지역에서는 6월부터 8월 사이에서만 발견된다. 미국 남서부의 고도가 높은 지역의 소나무와 참나무 숲의 냉대 기후 지역에서도 서식한다. 동굴과 폐광 그리고 암벽 틈에서 수백 마리부터 수천 마리까지 무리를 지어 매달려 생활한다. 상당수가 비교적 계절에 따라서 서식 장소를 이동하여 서식하며, 온대 기후 지역에서는 1년 내내 활동적으로 생활한다.